# Leucopogon gibbosus
Leucopogon gibbosus är en ljungväxtart som beskrevs av Stschegl. Leucopogon gibbosus ingår i släktet Leucopogon och familjen ljungväxter. Inga underarter finns listade i Catalogue of Life.